# Die fröhliche Wissenschaft (Film)
Die fröhliche Wissenschaft ist ein 1968 von Jean-Luc Godard inszeniertes, alle bislang gängigen Gestaltungsformen des Filmes brechendes Kinoexperiment.

## Handlung
Der Film ist ein gedankliches wie gestalterisches Experiment, das konsequent mit sämtlichen Erzählformen des klassischen Unterhaltungskinos bricht. Émile Rousseau, ein Nachfahre Jean-Jacques Rousseaus, und Patricia Lumumba, die Tochter des 1961 ermordeten, kongolesischen Antikolonialisten, Freiheitskämpfers und ersten unabhängigen Ministerpräsidenten seines Landes, Patrice Lumumba, treffen sich eines Nachts im Niemandsland und beginnen eine umfassende Diskussion über den Sinn von Bildern und Worten. Émile ist im Unruhejahr 1968 von der Universität verwiesen worden, die entlassene Arbeiterin Patricia kämpft für die Weltrevolution. Beide beleuchten die Aspekte dringend benötigter Veränderungen, hören Radio, lesen Zeitungen und Bücher und konstatieren schließlich eine allgegenwärtige und fortschreitende Unterdrückung der Massen wie des Einzelnen.

## Produktionsnotizen und Wissenswertes
Die fröhliche Wissenschaft wurde in minimalistischster Weise hergestellt und läutete Godards Phase der totalen Abkehr gängiger Gestaltungsformen bezüglich Erzählstrukturen und Bildkompositionen seiner Spielfilme ein. Kurz vor und nach dem Mai 1968 in von den Studentenunruhen geprägten Frankreich gedreht, spiegelt Le gai savoir zugleich auch die politisch-soziale Grundstimmung des Landes, vor allem in der linksrevolutionären Studentenschaft, wider. Die erste nachweisbare Aufführung fand am 28. Juni 1969 auf der Berlinale statt, dort wurde der Film auch für den Goldenen Bären nominiert. Massenstart in Deutschland war am 16. Juli 1969.
Der Filmtitel bezieht sich auf Friedrich Nietzsches 1882 veröffentlichtes gleichnamiges Buch. Zahlreiche Texte wurden Schriften Jean-Jacques Rousseaus entnommen.
Die in den Münchner Bavaria-Studios entstandene Produktion wurde vom staatlich-französischen Fernsehsender ORTF in Auftrag gegeben und koproduziert, jedoch nicht ausgestrahlt.
Regisseur Godard trat im französischen Original auch als (nicht sichtbarer) Erzähler in Erscheinung.

## Kritik
„Alle reden von der Revolution; Jean-Luc Godard, 38, auch. Der schnellste und gescheiteste Kino-Chronist unserer Tage geht aber nicht auf die Straße; er geht in die Theorie. Sein jüngster Film ist ein Ciné-Essay über Ciné-Elemente, ein Diskurs über Medienkunde, ein Versuch, die Assoziations-Mechanik und mithin die Manipulierbarkeit des Hörens und Sehens darzustellen: Revolution beginnt für den Filmemacher Godard durch ‚Revolutionierung der audi-visuellen Kommunikation‘, Befreiung durch ‚richtiges Erkennen‘. Der Film bringt, wie meist bei Godard, natürlich mehr und so zuviel. Er zitiert Marx, Marcuse, Montaigne und den Strukturalisten Lévi-Strauss; er collagiert Plakate, Comic strips, Reklame und etwas Mai-Revolution; er wirkt beim ersten Sehen eher chaotisch als methodisch. (…) ‚Der Film ist mißlungen‘, setzt Godard an den Schluß. Koketterie? Kaum. Mit Film über Film zu philosophieren, heißt die Mittel zu nutzen, die doch als Manipulations-Mittel desavouiert werden sollen.“

„Le gai savoir ist eine radikale Absage an die Dramaturgie des Films. Lange Dialoge vor einer starren Kamera wechseln mit Standfotos, Schriftinserts; über weite Strecken bleibt die Leinwand dunkel, während man nur noch Dialoge hört. Das Ergebnis kann zweifellos nicht mehr als Kunst ‚konsumiert‘ werden, beschränkt seine Wirkung dafür aber auch auf einen kleinen Kreis überzeugter Godard-Anhänger.“

„Da der Film vom französischen Fernsehen in Auftrag gegeben (später allerdings abgewiesen) wurde, wählte Godard das Interview, die häufigste Form von Fernsehen, als Modell. Noch nie wurde das Kino so radikal als Medium für einen philosophischen Diskurs und die Überprüfung von Zeichensystemen gebraucht. Dem Film sind die Ideen ebenso wichtig wie die Bilder.“